# Palácio Federal Legislativo

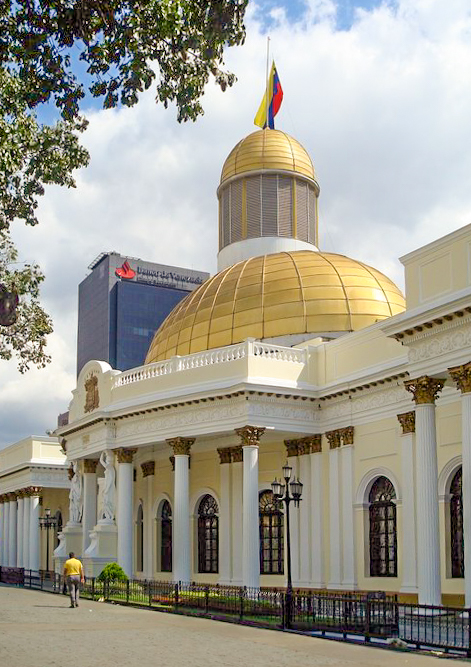
Fachada do Palácio Federal Legislativo.

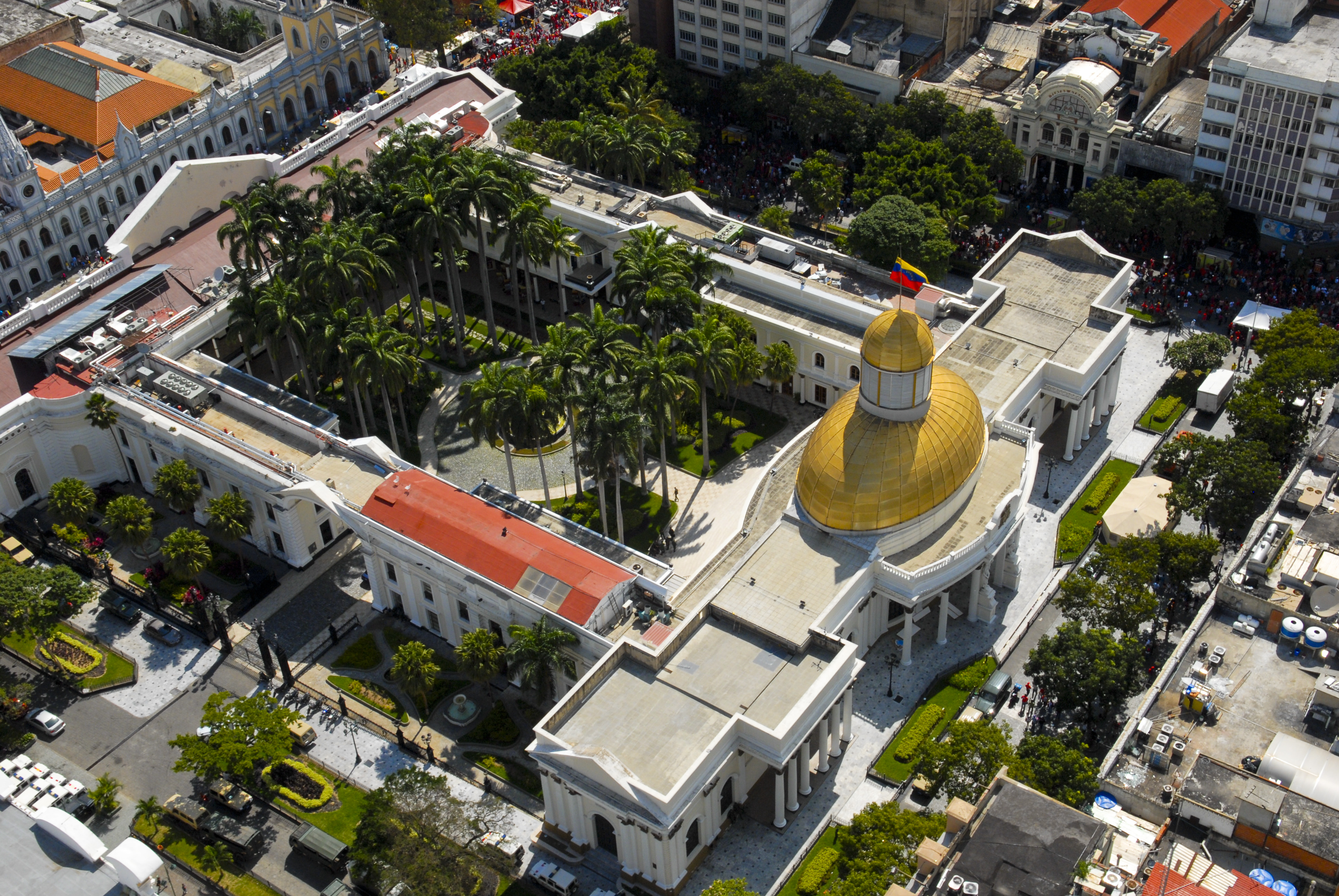
Vista do completo palacial.

O Palácio Federal Legislativo é o edifício que serve como sede da Assembleia Nacional da Venezuela. Foi construído entre 1872 e 1877 para abrigar os Três poderes, porém, desde 1961, é de uso exclusivo do Legislativo. Está situado na Avenida Universidad no município Libertador, no Distrito Capital. De grande valor artístico e cultural, o Palácio Legislativo foi uma das construções do governo de Antonio Guzmán Blanco, em seu plano de revitalizar Caracas. Foi declarado Patrimônio Nacional em 1997.